# Чарина, Ксения Эдуардовна
Ксения Эдуардовна Чарина (13 ноября 1996) — российская футболистка, полузащитница.

## Биография
На профессиональном уровне выступала за клуб «Мордовочка». Дебютный матч в высшем дивизионе России сыграла в 15-летнем возрасте, 30 августа 2012 года против «Зоркого», выйдя на замену на 83-й минуте вместо Виктории Недопекиной. Всего в 2012—2014 годах сыграла 6 матчей в высшей лиге, только в одном из них появилась в стартовом составе.
После того, как «Мордовочка» потеряла профессиональный статус, футболистка продолжила играть за команду во втором дивизионе.